# Gnathogastrura paramoensis
Genre
Espèce
Gnathogastrura paramoensis, unique représentant du genre Gnathogastrura, est une espèce de collemboles de la famille des Hypogastruridae.

## Distribution
Cette espèce est endémique du Venezuela.

## Publication originale
- Díaz & Najt, 1983 : Un nouveau genre de Collembole Hypogastruridae du Venezuela. Nouvelle Revue d'Entomologie, vol. 13, no 1, p. 29-32.